# Serhij Farenyk
Serhij Anatolijowytsch Farenyk (ukrainisch Сергій Анатолійович Фареник; * 23. Februar 1960 in Wolodarka, Ukrainische SSR) ist ein ukrainischer Unternehmer und Diplomat.

## Leben
Farenyk studierte an der philosophischen Fakultät der Taras-Schewtschenko-Universität in Kiew. Er schloss das Studium 1989 ab und promovierte. Farenyk wirkte als außerordentlicher Professor an der ukrainischen Akademie für öffentliche Verwaltung.
Beruflich war er vor allem in der Bauwirtschaft, zunächst beim Unternehmen LKS tätig. 1998 wurde er Generaldirektor von LKS, die insbesondere durch den Bau von großen Villen hervortrat. Außerdem war er Vorstandsvorsitzender des Baubetriebs SAF-Inmet. Ab 1998 leitete er auch den Konzern Ukraziyastroy und gehörte dem Rat der Unternehmer der Ukraine an. Zeitweise leitete er den Verwaltungsrat des Konsortiums zu dem auch Ukraziyastroy sowie eine Bank, ein Handelshaus und ein im Bereich des Gastransport tätiges Unternehmen gehörte. Er setzte sich für eine Beteiligung der von ihm vertretenen Unternehmen am Wiederaufbau des Irak ein und traf sich in diesem Zusammenhang mit dem US-Kongressabgeordneten Kurt Weldon.
Farenyk war als Berater des ukrainischen Ministerpräsidenten und seines Stellvertreters tätig. Mit Dekret vom 28. November 2003 wurde er als Botschafter nach Deutschland entsandt. Die Entscheidung wurde in der Öffentlichkeit mit Überraschung zur Kenntnis genommen, da kein Diplomat, sondern ein Geschäftsmann zum Botschafter ernannt wurde. In seine Amtszeit fiel die Visa-Affäre, in der er sich als Botschafter gegen einen Pauschalverdacht wendete, aus der Ukraine würden vor allem Kriminelle nach Deutschland einreisen.
Am 9. Juli 2005 untersagte die ukrainische Generalstaatsanwaltschaft Farenyk die Ukraine zu verlassen. Hintergrund waren Vorwürfe, Farenyk habe in der Zeit von 2002 bis 2004 Unterlagen über die Herkunft und den Verkauf turkmenischen Erdgases gefälscht, so dass es zu zu geringen Preisen veräußert wurde. Der Ukraine seien dadurch Schäden in Höhe von 60 Millionen Hrywnja, etwa 10 Millionen Euro, entstanden. Farenyk wies die Vorwürfe zurück und betonte, dass die Maßnahme der Staatsanwaltschaft ihn an der Ausübung seines Botschafteramtes hindere. Ende Juli 2005 wurde Farenyk vom ukrainischen Präsidenten Wiktor Juschtschenko aus seinem Amt abberufen.